# Fraternité de Tibériade
 (mars 2022).
La Fraternité de Tibériade est une communauté religieuse catholique d'inspiration franciscaine dont la maison-mère est à Lavaux-Sainte-Anne en Belgique.

## Histoire de la Fondation
À la fin des années 1970, Marc Piret-Gérard se retire dans le “Bois du Charnet”, un lieu-dit non loin du village de Lavaux-Sainte-Anne. Avec plusieurs amis, ils y installent une communauté.
Marc Piret-Gérard affirme avoir reçu l’appel du Christ à le suivre et aimer l’Église, son Corps. Le 25 avril 1979, il fait ses vœux des mains de Robert Mathen, l'évêque de Namur.

## Le nom «Fraternité de Tibériade»
Le récit de la marche de Pierre sur les eaux du lac de Tibériade (Mt 14,22-33) inspire frère Marc dans le choix de ce nom : « Pour moi, suivre le Christ est un appel à marcher dans la foi. Bien souvent, j'avale quelques tasses d'eau bien salées, mais sans cesse, le Christ ressuscité me tire des profondeurs de la mer. En méditant l'évangile, j'ai perçu combien ce lac et ses rives étaient riches de la présence de Jésus : réponse des premiers disciples à son appel, témoignage de confiance de Jésus qui dort dans la barque malgré la tempête et qui répond à la détresse de ses frères, … ».

## Les premiers frères
Frère Marc demeure longtemps seul au "Bois du Charnet".
À partir de 1991, d'autres frères rejoignent frère Marc et en 1995, la branche des sœurs commence.

## Vie et charisme de la Fraternité
32 frères « moineaux » et dix sœurs « mésanges » rejoignent la communauté. Le nom de « moineau » vient de ce qu'il évoque des moines-apôtres : les frères et sœurs prennent de manière régulière leur envol pour évangéliser le plus directement possible en tout lieu.

## Fondations
La fraternité de Tibériade s'installe également en Lituanie, au Congo (près de Kikwit) et aux Philippines.

### La fraternité en Lituanie

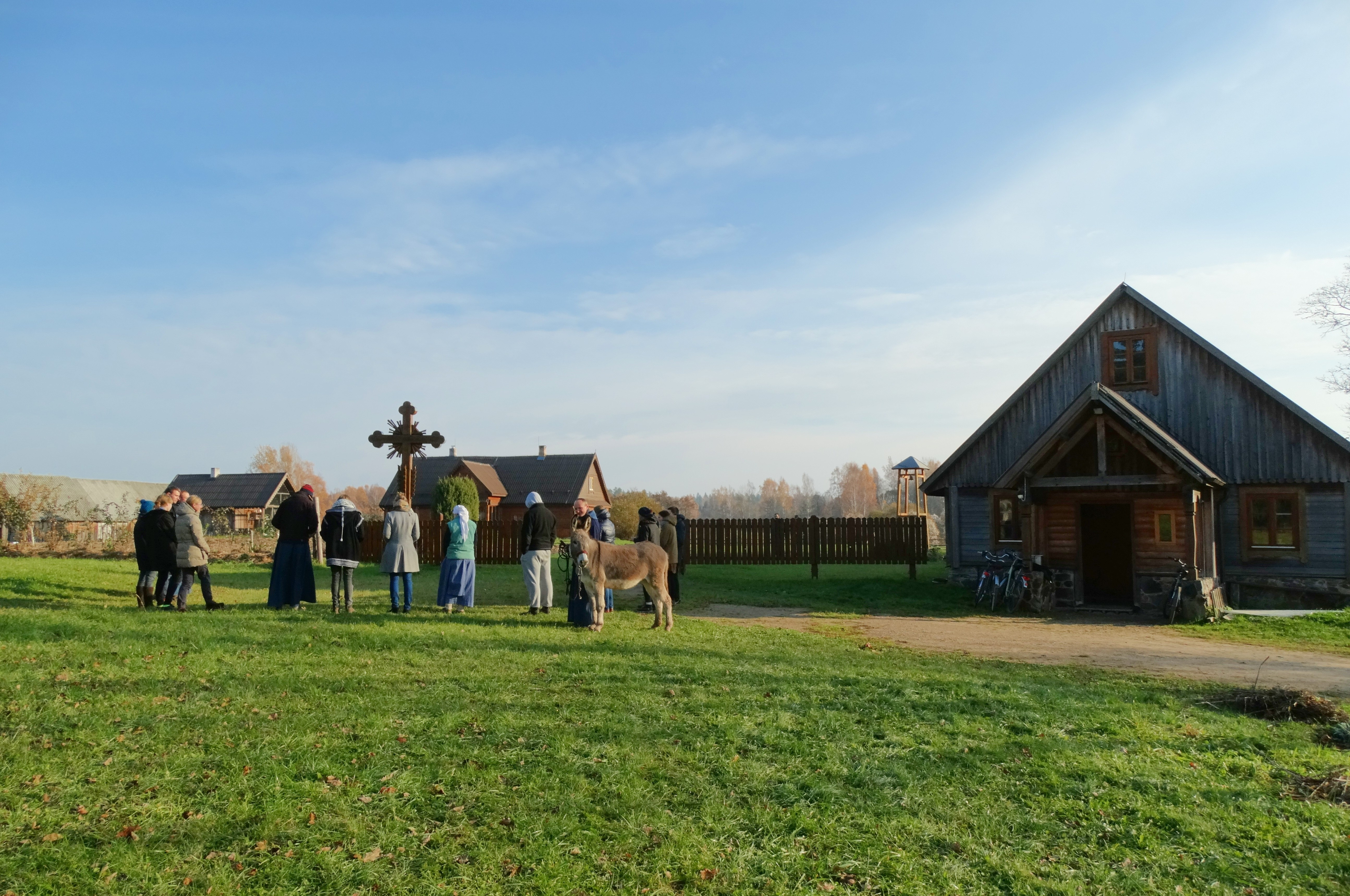
Communauté de Lituanie à Baltriškės (municipalité du district de Zarasai).

À partir de 1991 et à l’occasion des JMJ de Czestochowa en Pologne, la Fraternité de Tibériade reçoit des invitations de la part de jeunes lituaniens pour visiter des écoles, des paroisses et organiser des camps-retraites.
En 2001, une petite antenne missionnaire constituée de sept frères s’établit dans le village de Baltriskes, au nord de Vilnius.

### La fraternité au Congo
Les premiers contact missionnaires avec le Congo (RDC) remontent aux JMJ de Manille, aux Philippines, en 1995 et la rencontre de jeunes Congolais qui invitent les frères à les soutenir spirituellement. Des visites sont organisées, et en 2004, une première équipe composée de frères Benoît, Cyrille, Joseph et Pascal fondent une Fraternité dans le diocèse de Kikwit. Ils seront rejoint par deux jeunes congolais, Roger et Jerry.

### La fraternité aux Philippines
En 2001, la communauté met sur pied le premier "groupe de prière saint Damien".

## Nouvelle étape
En avril 2015, le frère Marc démissionne de sa charge de supérieur. Bart Verhack lui succède comme supérieur général pour une période de six ans. Frère Bart a rejoint la communauté en 1999 à l'âge de vingt ans. Il a passé une licence de sciences religieuses à la faculté de théologie de l'université catholique de Louvain. Il a prononcé ses vœux perpétuels en 2005 et le 24 juin 2007 il est ordonné prêtre à la cathédrale Saint-Aubain de Namur par l'évêque de Namur André-Mutien Léonard, pour le diocèse de Namur.
En septembre 2021, le Chapitre général de la Fraternité de Tibériade se réunit et procède à l'élection du successeur de frère Bart, en fin de mandat. La Fraternité élit François Bourgois pour un mandat de 4 ans. Frère François est architecte de formation et a prononcé ses vœux perpétuels le 1er mai 2000. Il a été pendant plus de 16 ans supérieur de la fraternité des frères établie en Lituanie.

## Sources externes
- François Lespé, La cabane du bon dieu - Fraternité de Tibériade (Documentaire)
- Aurélien Petit, La Fraternité de Tibériade au Congo - Franciscains et Religieux issus de l'esprit de Saint François d'Assise dans le monde (Documentaire), 2011
- Marc (frère de la Fraternité de Tibériade), Histoire d'un appel, Éd. de l'Emmanuel, 2009, 192 p..
- (de) Anselm Demattio, « Das Evangelium in neuer Frische Leben : Die Fraternité De Tibériade », Geist & Leben, vol. 91, no 3,‎ 2018, p. 282-286 (lire en ligne).